# MSK1

MSK1
- Proteína quinasa, subfamiliaMSK, Ser/Thr
- Nombres alternativos: MSPK1, RLPK.
- Gen: RPS6KA5
- Peso Molecular: 90kDa

La proteína MSK1 (Mitogen and stress activated protein kinase-1) es una proteína quinasa activada por mitógeno y estrés, codificada por el gen RPS6KA5, y con (EC:2.7.11.1). Está involucrada en la supervivencia celular, la proliferación y la diferenciación. 

Tiene dos dominios de quinasa conectados por una región enlazadora reguladora. La actividad enzimática requiere la presencia de ambos dominios de quinasa. Es fosforilada y activada por Erk, así como p38 MAPK en respuesta a factores de crecimiento y estrés celular.
Las proteínas MSK1 son una de las subfamilias de las MAPKAPK quinasas activadas mediante la vía de transducción MAPK (activada por mitógenos)
y que responden a la estimulación extracelular a través de la fosforilación. La MSK1 juega un rol crucial en la contención de tumores.
La familia MAPKAPK
comprende: la p90 ribosomal S6 kinase (RSK), la mitogen- and stress-activated kinases (MSK), las MAPK-interacting kinases (MNKs), la MAPK-activated protein kinase 2/3 (MK2/3), y la MK5. 
La mayor activación de estas proteínas ocurre en el cerebro como respuesta a neurotrofinas. 
La proteína MSK2, un derivado del grupo MSK, comparte un 75% de su secuencia aminoacídica con la MSK1.
La proteína MSK1, o también concocida como proteína humana recombinante, es codificada por el gen RPS6KA5 (Ribosomal protein S6 kinase alpha-5).
La MSK1 contribuye a la regulación de la expresión génica mediante la fosforilación en las colas de las histonas en genes relacionados con la actividad inflamatoria. Es necesaria para la fosforilación inducida por mitógeno o estrés de los factores de transcripción CREB1 y ATF1 y para la regulación de otros factores como, RELA, STAT3 y ETV1/ER81.    

## Grupo Quinasas
Las proteínas quinasas son enzimas especializadas en la regulación del estado de fosforilación de otras proteínas intracelulares. El proyecto del genoma humano ha llegado a identificar 520 proteínas quinasas; de las cuales 90 son tirosina quinasas, 43 son símil a tirosina quinasas y el resto, son serina/treonina proteína quinasa como es el caso de la MSK1.

Los 500 genes que codifican proteínas quinasas, representan el 2% del genoma humano.
Normalmente, las enzimas quinasas catalizan las reacciones entre compuestos fosforilados y otros sustratos donde se da paso a un intercambio de grupos fosfato. Son de gran importancia para la formación de moléculas activas, la generación de ATP y GTP en vías metabólicas y para la regulación de la actividad enzimática.
Las reacciones que suelen catalizar son del tipo:

Sustrato + ATP → sustrato-P + ADP

## Estructura MSK1
La estructura 3D se conoce únicamente para menos del 10% de las proteína quinasas humanas. La información de la estructura de este reducido grupo de proteínas, facilita la predicción y comparación de los sitios de unión a ATP de moléculas relacionadas con los sustratos.
Sin embargo, se sabe que la estructura de la MSK1 posee dos dominios de quinasa conectados por una región enlazadora reguladora en una misma cadena polipeptídica.  
La actividad enzimática requiere la presencia de ambos dominios de quinasa. Es fosforilada y activada por la Erk, así como por la p38 MAPK en respuesta a factores de crecimiento y estrés celular.
Se han realizado estudios mediante cristalografía de rayos X, de resonancia de plasmón superficial (RPS) y de RMN de proteína 2D.
La estructura 3D de la MSK1 es parecida a la de proteínas del grupo quinasa, se divide en dos dominios, el lóbulo N terminal, que es mayoritariamente compuesto por láminas β y el dominio del lóbulo C terminal, principalmente compuesto por hélice beta. 

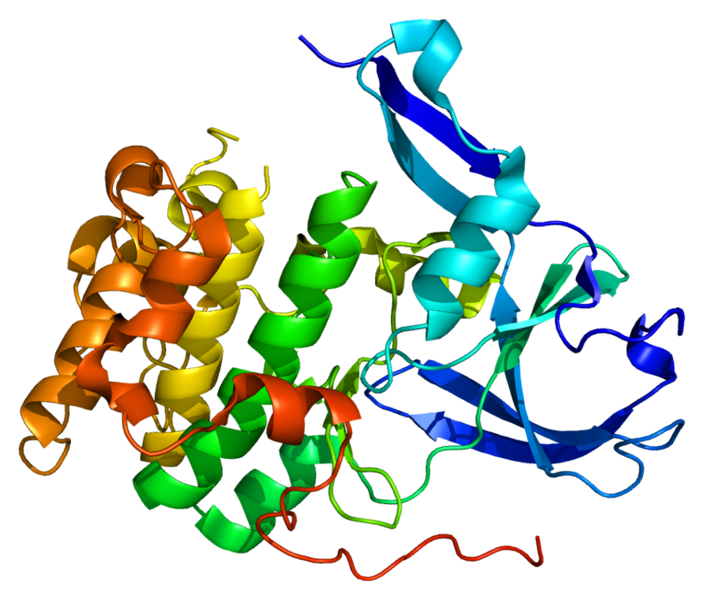
Estructura 3D de MSK1: láminas β beta (en
azul), hélices (en verde)

El sitio de unión con el ATP se encuentra en la interface entre ambos lóbulos, sin embargo el lugar de unión sustrato-proteína se encuentra en el lóbulo C terminal. En comparación con la forma activa de PKA (código PDB 1ATP), el lóbulo N terminal de la MSK1 se encuentra rotado 12º  respecto al lóbulo C terminal.
La estructura cristalizada del dominio N-terminal quinasa de la MSK1, de 1.8 Å, revela un conformación inactiva cuando el lugar de enlace de ATP queda bloqueado por el enlace con los nucleótidos. Esta conformación inactiva, se estabiliza con la formación de una nueva cadena de tres láminas β en la parte N del dominio quinasa. Las tres láminas provienen de los residuos de la parte terminal del dominio respectivo, que en la conformación activa, pasarían a ser una hélice ɑ.
El hecho de que las proteínas MSK1 y MSK2 estén ubicadas en el núcleo y que puedan ser activadas por ERK1/2 o SAPK2/p38 planteó la posibilidad de que las MSK pudieran ser las quinasas nucleosómicas. 
De acuerdo con esto, se ha demostrado que MSK1 es una potente histona H3 y HMG-14 quinasa in vitro. Además, H89, un compuesto que puede inhibir MSK1, bloquea la respuesta nucleosomal en células intactas. Sobre esta base, se han propuesto las MSK como las potenciales quinasas de histonas H3 y HMG-14, una declaración tan fuerte como lo permitieron los datos . Sin embargo, un inconveniente con el uso de H89 es que no es específico para MSK1 y también puede inhibir otras proteínas quinasas, como PKA, p70S6K y RSK2.
La elevada concentración intracelular de ATP dentro de la proteína quinasas representaba una barrera infranqueable por los posbiles inhibidores que competirían para unirse a dicha proteína. Por otro lado, el factor de que este tipo de proteína derive de un ancestro común, implica que todas tengan un centro catalítico muy similar. Recientemente, se ha desarrollado una nueva estrategia que emplea lo que se denomina «filtros de selectividad» para aumentar la especificidad del inhibidor. Este método, utiliza como diana dos determinantes del bolsillo de unión de ATP. Por un lado, un residuo denominado «gatekeeper» que es un residuo conservado, situado en la vecindad del bolsillo hidrofóbico variable, que constituye el sitio de unión a ATP. El otro, suele ser un residuo cisteína dentro del centro activo. De 491 proteína quinasas comparadas solo 19 tienen el residuo de cisteína en el lazo conservado de glicina, una región que forma contactos con el ATP unido. Así pues, combinando ambos objetivos en un inhibidor, esto es, la ocupación del bolsillo hidrofóbico y que alquile el residuo cisteína, se ha llegado a diseñar sustancias, que inhiben selectivamente quinasas muy relacionadas. Este tipo de inhibidores, presentan la ventaja de reducir el riesgo de la generación de mutaciones de resistencia, ya que sería necesario, la aparición de dos mutaciones para producir la resistencia.

## Activación
La activación de la proteína endógena MSK1 se produce mediante un proceso de señalización. Puede ser activada por diferentes estímulos: factores de crecimiento celular, exposición a radiación ultraviolada o señales químicas. 
Estas señales activan 
las quinasas ERK1/2 (extracellular signal–regulated kinases), que a su vez activan la proteína MSK1. Su activación también puede ser dada por la acción de la proteína p38.

## Función
La proteína MSK1 se encuentra en el núcleo celular y su principal función es la de fosforilar histonas (proteínas en las cuales se enrolla la cadena de DNA) así como los factores de transcripción, (proteínas que regulan la expresión génica), como las CREB, las ATF1 y las ATF. 

La MSK1 fosforila la CREB en Ser133 in vitro con un valor Km mucho más bajo que los de las isoformas MAPKAP-K1 / RSK . Además, la fosforilación de CREB en Ser133 inducida por mitógenos se redujo en gran medida en células madre embrionarias (ES) incapaces de expresar MSK1 

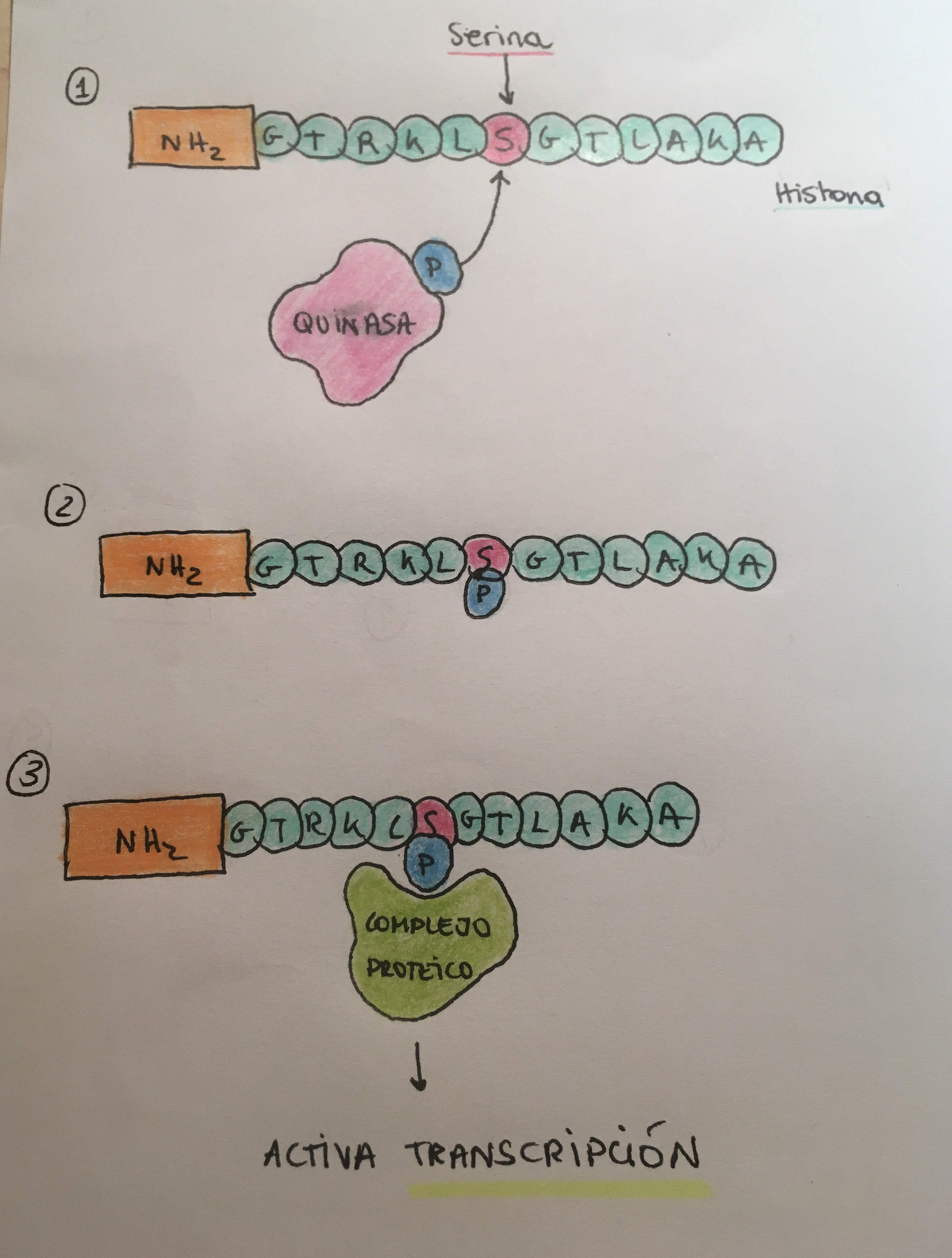
En este dibujo se representa el proceso de fosforilación de una histona por parte de una proteína quinasa (por ejemplo MSK1) y como esto es reconocido por un complejo proteico que activa la transcripción de un gen.

La fosforilación es un proceso molecular que consiste en la adición de un grupo fosfato a cualquier molécula. La transferencia de grupos fosfato es llevada a cabo gracias a la acción de las fosfotransferasas, conocidas también como quinasas. Tiene mucha importancia en términos metabólicos, ya que es la manera de almacenar energía y transportarla desde la parte de la célula donde es producida hasta aquellas zonas que necessitan una aportación energética para desarrollar correctamente su función. Aun así, la fosforilación es también un proceso importante en cuanto a expresión génica. La fosforilación de las histonas provoca que la región de ADN en la cual se enrollan se exprese más o menos, ya que hay determinados factores asociados a este proceso que facilitan o dificultan el proceso de transcripción, paso elemental en la síntesis proteica. Los tres aminoácidos que pueden ser fosforilados, ya que contienen un grupo hidroxilo en su cadena lateral, son la serina (S), la tirosina (Y) y la treonina (T). Un complejo proteico reconoce la histona fosforilada y se une a ella. Esta unión activa la transcripción del gen. Este proceso, en adición, tiene importancia en otras funciones celulares tan importantes como la reparación del material genético, la condensación de la cromatina i la apoptosis. Asimismo, la fosforilación de factores de transcripción (como la proteína CREB) afecta también la expresión de los genes.
En varios estudios realizados se ha demostrado que MSK1 mantiene una estrecha relación con la expresión de determinados genes, entre ellos el que codifica la proteína interleucina-6, que actúa en la respuesta inmunitaria específica, o el del factor de transcripción c-fos. Además, es parcialmente responsable de la proliferación celular y la transformación neoplásica. En consecuencia, se ha desarrollado un gran número de estudios que relacionan a MSK1 con los tumores. En la mayoría de estos, los resultados indican que una sobreexpresión de esta proteína induce a un peor pronóstico de la enfermedad, con tumores más agresivos. Por otro lado, en los cánceres de mama la expresión de MSK1 es positivo para el paciente.

## Aplicaciones
La utilidad de la proteína MSK1 no había sido indagada hasta hace relativamente poco. Estudios recientes han determinado que esta proteína desarrolla un papel elemental en la regulación de las metástasis, especialmente en aquellas relacionadas con el cáncer de mama.
La proteína se encarga de mantener las células metastásicas del cáncer en estado de latencia. De esta manera, tumores de cáncer de mama que expresen MSK1 progresarán más lentamente, es decir, desarrollarán metástasis en etapas más tardías, proporcionando un mejor pronóstico; mientras que aquellos que no posean la proteína presentarán metástasis en un período de tiempo más anticipado y, en consecuencia, tanto la agresividad como la rapidez de proliferación de su enfermedad se verán aumentadas.
Es por este motivo que el descubrimiento de la funcionalidad de esta proteína, MSK1, induce al desarrollo de múltiples aplicaciones. Hasta el momento, se han ideado dos vías de acción: 
- Determinando la presencia o no presencia de MSK1 en tumores de cáncer de mama. A través de esta vía se facilitaría la identificación de aquellos pacientes con un riesgo mayor de recaer en la enfermedad, es decir, de padecer metástasis a corto plazo (serán aquellos pacientes con una baja o nula concentración de la proteína en cuestión). También sería posible aproximar el pronóstico de los pacientes para así proporcionarles el tratamiento que más se ajuste a su condición.
- Desarrollando nuevos tratamientos, los cuales sean capaces de mimetizar la función de la proteína MSK1. Tratando esta vía, se llevaría a cabo la creación de  fármacos capaces de imitar la acción de la proteína. En consecuencia, se lograría mantener las células metastáticas del cáncer de mama en estado de latencia durante un período de tiempo considerablemente mayor.[20]